# Cinéphilie
« Cinéphile » redirige ici. Pour l’article homophone, voir Cinéfil.
La cinéphilie, dans son sens étymologique, est l'amour du cinéma. Le terme est apparu en France dans les années 1910, se diffusa dans les revues cinématographiques des années 1920 et servit d'abord à désigner un mouvement culturel et intellectuel français qui durera jusqu'en 1968. Depuis le terme s'est émancipé pour caractériser toute passion du cinéma, quelles que soient son expression et son organisation.

## Un mouvement
À partir des années 1940 et essentiellement après la Seconde Guerre mondiale, un mouvement intellectuel et culturel naît en France tandis que le cinéma connaît une exceptionnelle fréquentation. Si le cinéma est alors un loisir populaire, sa reconnaissance artistique est loin d'être faite. Les cinéphiles, des amoureux de la salle obscure et du discours qu'elle entraîne, s'opposent alors aux technicistes qui voient le cinéma comme une industrie-spectacle reposant sur une équipe : producteur, scénariste, acteur et réalisateur. Dans ce système de majors contrôlant autant la production d'un film que sa sortie en salle, aucun cinéma d'auteur n'était viable. Les cinéphiles, à la fois spectateurs et critiques, accélèrent la reconnaissance artistique du cinéma et permettent dès lors au cinéma d'auteur d'obtenir une véritable possibilité d'expression.
La cinéphilie reste l'œuvre, en grande partie parisienne, de quelques centaines de fervents. Souvent des autodidactes placés hors de toute culture littéraire, philosophique ou universitaire, les cinéphiles devinrent pourtant une autorité intellectuelle reconnue et nouèrent des relations avec de nombreuses personnalités du cinéma.

### Histoire

#### Les précurseurs
Dès le début, le cinéma est considéré comme une invention technique, un divertissement populaire, méprisé des élites intellectuelles. C'est avec l'arrivée des premières productions américaines, que des cinéphiles comme Louis Delluc vont émerger. Un film en particulier, Forfaiture qui sort en 1916 en France, va bouleverser ces jeunes gens qui vont prendre conscience que le cinéma peut être aussi un moyen d'expression artistique. En 1916 il est tout sauf évident de dire que le cinéma est un art. Pour promouvoir le médium comme étant artistique, Louis Delluc va inventer le terme "cinéaste" en 1920. Les années 1930 et 1940 furent marquées par Roger Leenhardt et la pertinence de ses analyses critiques sur le cinéma, à tel point qu'il restera pour la postérité le « père spirituel de la Nouvelle Vague ».

#### 1944-1951: la génération Bazin
Le véritable essor d'une cinéphilie encore balbutiante, dispersée, ne commença qu'à partir de la libération dans un mouvement de légitimation du cinéma comme art et comme industrie et la diffusion du cinéma américain qui s'adresse à un public plus large. Prenant appui sur les nombreux ciné-clubs fondés depuis le début du siècle et surtout après la Première Guerre mondiale qui voit la venue de cinéastes étrangers sur Paris alors capitale mondiale des artistes ainsi que la « première vague » française (Louis Delluc, Germaine Dulac, Jean Epstein, Marcel L'Herbier), les cinéphiles créent aussi à cette période de nombreuses revues de cinéma leur permettant de diffuser leurs idées et de se faire connaître. Dès lors, l'expansion de la cinéphilie est rapide. Restant très intellectualisée, elle acquiert l'estime de la critique cinématographique. Les chefs de file de cette cinéphilie naissante seront André Bazin et Georges Sadoul.
En septembre 1944, au moment de leur reparution au grand jour, Les Lettres françaises sont l'hebdomadaire culturel le plus influent parmi les intellectuels français. Ouvertement de gauche, la revue tend vers un militantisme communiste au moment de la guerre froide.

#### 1952-1958: la génération Truffaut
En 1950, une nouvelle génération de cinéphiles est en marche, celle qu'on surnommera, plus tard, les « enfants de la Nouvelle Vague » ou, dès l'époque, « jeunes turcs », celle des Rivette, Godard, Chabrol, Truffaut et Rohmer. Apprenant le cinéma et la critique à la cinémathèque d'Henri Langlois, à la fois association privée qui depuis 1936 se propose de projeter, de sauvegarder et de conserver le patrimoine cinématographique et un des lieux les plus prisés des cinéphiles, ces « jeunes turcs » (aussi appelés plus tard « enfants de la Cinémathèque ») se regrouperont au ciné-club du quartier latin (CCQL), animé par Éric Rohmer. Les petites revues qui y sont diffusées (le bulletin du CCQL, d'abord, et La Gazette du cinéma en 1950 et 1951) leur permettent d'approfondir leur expérience de la critique.
Parallèlement, André Bazin, via les séances de son réseau de ciné-clubs intitulées jeunesses cinématographiques, encourage des cinéphiles tels que Alain Resnais ou François Truffaut,.
En 1952 et 1951, respectivement, apparaissent les principales revues cinéphiles de cette période : Positif et les Cahiers du cinéma. Cette dernière, sous la direction principale d'André Bazin et de Jacques Doniol-Valcroze, regroupe de nombreux jeunes critiques dont « les jeunes turcs ». Les idées nouvelles que ces derniers possèdent du cinéma n'entrent dans leur pleine expression qu'après le célèbre texte de François Truffaut : « Une certaine tendance du cinéma français ». Véritable pamphlet, ce texte, revu et corrigé durant deux ans avant sa publication en janvier 1954, dénonce la « tradition de la qualité » du cinéma français et énonce la base de la politique des auteurs. De plus son ton polémique, loin du didactisme des critiques de cinéma habituelles, sera par la suite couramment utilisé par les « jeunes turcs », au grand dam des critiques de l'ancienne mode.
Après 1945 et dans les années 1950, le cinéma français multiplie les adaptations littéraire et les films en costume, appuyées par des stars reconnues : Fernandel, Michel Simon, Jean Gabin, Gérard Philipe… Cinéma de studio et de scénaristes (dont les principaux Jean Aurenche et Pierre Bost), ces films se caractérisent par leur académisme et leur manque de réalisme. François Truffaut remarque aussi un mépris des personnages, souvent veules ou ridicules, et une profanation de toutes les valeurs, notamment par le blasphème (à l'opposé des scénarios de Jacques Prévert). Cette tendance apporte son lot de chef-d'œuvre certain (Le Plaisir, de Max Ophüls, Le Rouge et le Noir, Le Diable au corps et l'auberge rouge de Claude Autant-Lara ou Jeux interdits de René Clément) et de récompenses internationales mais n'en reste pas moins pour les « jeunes turcs » le « cinéma à papa » qu'il faut combattre.
Revues créées à peu près en même temps, les Cahiers du cinéma et Positif deviennent rapidement antagonistes. Si les Cahiers du cinéma, emmenés par les « jeunes turcs », affichent une préférence pour le cinéma américain, notamment de série B, l'esthétique, la mise en scène et les auteurs, Positif quant à lui, emmené par Ado Kyrou et Bernard Chardère, est davantage influencé par le surréalisme, les idées, notamment politiques et de gauche (alors que les « jeunes turcs » sont plutôt de droite). Positif accuse les Cahiers de pratiquer l'éclectisme et de défendre des conceptions réactionnaires. Les Cahiers sont alors poussés à définir une ligne éditoriale claire et à se défendre contre cette accusation d'éclectisme. Ils adoptent alors la politique des auteurs.

#### 1959-1965: Nouvelle Vague et premiers écueils
« À la fin 1959, nous étions en plein rêve, tout se passait dans des conditions inimaginables un an auparavant. La situation était anormalement bonne. Il est normal qu'elle ait suscité des espérances, même un peu délirante. »

Cette citation de François Truffaut de 1962 est révélatrice du changement qu'a connue la cinéphilie au passage de la Nouvelle Vague. Lorsque de nombreux critiques des cahiers abandonnent la revue pour passer derrière la caméra, l'espoir est grand. De 1959 à 1960, c'est le triomphe : 450 000 spectateurs pour Les Quatre Cents Coups, 416 000 pour Les Cousins, 380 000 pour À bout de souffle. Le public suit, les producteurs aussi et les jeunes auteurs ont les mains libres. Pourtant, entre 1960 et 1961, l'euphorie retombe : Tirez sur le pianiste attire tout juste 100 000 spectateurs, Les Godelureaux, 53 000, et Lola, 35 000.
Plusieurs raisons peuvent expliquer cette soudaine chute d'intérêt. Tout d'abord, les Cahiers du cinéma, revue essentiellement tournée vers le cinéma américain, ne change pas sa ligne éditoriale et accompagne la vague sans la soutenir. Profitant de cette réserve, les attaques sont nombreuses : les rédacteurs des Cahiers sont tour à tour accusés de favoriser une nouvelle tendance désastreuse pour les salles de cinéma ou de ne pas soutenir la Nouvelle Vague et faire preuve d'anti-modernisme. Ensuite, le doute assaille les cinéphiles, les uns encouragent la Nouvelle Vague, les autres « ne suivent pas les "jeunes turcs" lorsqu'ils passent de la théorie à la pratique. N'ont-ils pas reconstruit une nouvelle « qualité du cinéma français », promouvant le retour des intellectuels alors qu'ils avaient toujours défendus dans les cahiers le cinéma direct, classique, américain… » Enfin, et surtout, la Nouvelle Vague est accusée de détériorer le cinéma français et d'être responsable de la chute de fréquentation des salles (de 411 millions en 1957, et malgré un relatif redressement en 1959-1960, on tombe à 337 millions en 1961).

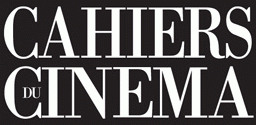
Les Cahiers du cinéma, revue phare des cinéphiles.

Face à ce nouveau contexte, les Cahiers prennent finalement, en 1962, la décision de s'engager en faveur du jeune cinéma français. En décembre, un numéro spécial est consacré à la Nouvelle Vague : « On nous reproche de ne pas parler du jeune cinéma français. Ce cinéma là nous est non seulement cher, mais proche, et il y a toujours quelque pudeur à parler de soi. Cette Nouvelle Vague, dont nous avons mieux fait que faciliter la naissance, nous ne pouvons ni la juger avec l'objectivité nécessaire, ni même la considérer avec le recul suffisant. Et d'autre part, pourtant, notre revue ne peut se permettre d'ignorer l'existence d'un fait déjà promu historique. Taisons donc dorénavant nos scrupules ». Mais la cinéphilie classique demeure la valeur dominante, cinéma américain, de série B en particulier, et politique des auteurs en étendards.
S'engage alors un autre combat, troublant davantage la cinéphilie française : la « bataille pour le moderne ». Ce combat intellectuel s'incarne dans les Cahiers par l'opposition de deux personnalités : Éric Rohmer d'un côté, gardien de la tradition cinéphile, et Jacques Rivette d'un autre, désirant l'ouverture de la revue aux nouvelles réalités d'un monde culturel en pleine mutation, tant au cinéma qu'en musique, peinture ou sciences humaines. Cette opposition Anciens/Modernes est alors un problème d'actualité, discuté bien au-delà du simple cadre cinématographique. Point culminant de ce conflit d'idée, Rohmer quitte les Cahiers, laissant Rivette comme « patron » de la revue. Ce dernier met alors tout en œuvre pour lutter contre l'esprit de cinéphilie, limité au seul écran, incapable de regarder autour de l'écran : il faut, selon lui, se projeter dans le monde et ses enjeux, tant politiques que culturels. Le cinéma est alors observé sous d'autres aspects, tel celui du structuralisme.
Cette nouvelle direction entraînera quelques bouleversements notables. En 1964 les Cahiers changent de formule, abandonnant leur célèbre couverture jaune caractéristique. En 1965, c'est la politique des auteurs qui est enterrée dans le numéro de décembre : « Nous n'avons plus le droit de négliger les accidents heureux, au nom de l'absolu d'une politique des auteurs, car le temps est venu d'envisager un cinéma ouvert, c'est-à-dire non dogmatique. Chacun, dans ses perspectives, conserve sa chance. Ce n'est pas un renversement des théories, des alliances, mais une approche de la totalité du cinéma ». En 1967, André S. Labarthe enterre l'outil conceptuel qui avait fait la force des cahiers jaune de la cinéphilie classique avec son article « Mort d'un mot : mise en scène » : « On comprend l'embarras de nos critiques devant les œuvres les plus représentatives de ces dernières années : c'est qu'ils sont victimes de leur langage. Puisque les films, aujourd'hui, parlent de moins en moins le langage de la mise en scène, comment, prisonniers du mot, pourraient-ils le comprendre ? […] Empêtrés comme tout le monde dans des concepts exténués, qu'avons nous fait ? Et bien nous nous sommes efforcés de les ajuster au cinéma nouveau - expliquant, par exemple (tranquillement ou rageusement), que la mise en scène ce n'est pas seulement le rendu, merde alors, mais aussi l'idée ; […] bref que la mise en scène n'est pas seulement la mise en scène, mais aussi le contraire de ce que nous pensions. Il serait donc salubre de nous en débarrasser comme a fait la peinture du mot "figuratif" ».

#### 1966-1968: fin d'un mouvement
En 1966, La Religieuse, film de Jacques Rivette d'après une nouvelle de Denis Diderot, est interdite par Yvon Bourges face aux pressions des milieux catholiques. La liberté, qui jusqu'alors avait accompagné la cinéphilie et ses idées, lui fait ici défaut. Commence alors une entrée forcée dans l'arène politique qui marque un tournant dans l'histoire du mouvement. C'est pour les cinéphiles « la perte d'un état d'innocence, la fin d'une jeunesse : l'entrée en pays adulte. » La censure s'abaisse en 1967 - le film restera cependant interdit aux moins de dix-huit ans.
Mais la date symbolique marquant la fin de la cinéphilie en tant que mouvement coïncide avec l'affaire Langlois, conflit entre le ministre de la culture André Malraux et Henri Langlois, fondateur de la cinémathèque française. Sous la pression du ministère des Finances, André Malraux exige des changements dans la gestion de la Cinémathèque française et renvoie Henri Langlois le 9 février 1968. Un comité de défense se constitue, comptant rapidement le soutien de multiples personnalités nationales et internationales (entre autres : Abel Gance, Jean Renoir, Marcel Pagnol, Jacques Tati, Fritz Lang, Josef von Sternberg, Roberto Rossellini, Akira Kurosawa, Charlie Chaplin, François Truffaut, Alain Resnais, Jean-Luc Godard, Jacques Rivette, Claude Chabrol, Jacques Doniol-Valcroze, Éric Rohmer, Jean-Pierre Léaud, Jerry Lewis ou Jean Marais). Cette mobilisation exceptionnelle témoigne de l'aura d'Henri Langlois dans les milieux cinématographiques : pour tous, le directeur de la cinémathèque, incarnation de la culture cinéphile française depuis 1940, est un véritable père spirituel du cinéma. Josef von Sternberg écrira : « Je suis très intrigué par votre télégramme. Qu'a fait Langlois ? Quelle intervention de l'état ? Bien entendu, je soutiens Langlois. Qui douterait du cinéma même ? ».
De pétitions en manifestations, dirigées principalement par les jeunes cinéastes de la Nouvelle Vague et depuis les bureaux du journal Combat, notamment sous l'action et la plume d'Henry Chapier, et des Cahiers, la lutte trouve son plus haut degré le 14 février, lors de la « journée des matraques. » Ce jour-là, à l'appel des « enfants de la cinémathèque », trois mille personnes sont regroupées sur l'esplanade du Trocadéro. Une trentaine de cars de policiers et de gardes mobiles cernent le quartier et empêchent l'accès à la Cinémathèque française. Les télévisions sont présentes (la française ne dit rien, les étrangères consacrent le soir plusieurs minutes à l'événement). Les manifestants se mettent en marche, premiers barrages et premiers heurts dans les jardins. La manifestation change de direction et arrive au carrefour de l’avenue Albert-de-Mun, où stationne le gros des forces de sécurité. La police charge alors. On retrouve des blessés sur le front de la manifestation. Godard, chef de manœuvre, groggy, donne l'ordre de dispersion. Les troupes sont refoulées mais l'esprit demeure, et l'opinion publique se range du côté des amis d'Henri Langlois.
D'autres mouvements de protestation ont lieu, des propositions de conciliations sont refusées, et finalement Henri Langlois est réintégré à la tête de la cinémathèque le 22 avril. Véritable Mai 68 avant l'heure, allant jusqu'à être un des facteurs de l'arrêt du festival de Cannes cette année-là, l'affaire est considérée comme la fin d'une époque pour la cinéphilie. « CQFD : le cinéma est devenu autre chose qu'une denrée débitée dans des endroits spécialisés. La cinéphilie ne suffit plus. Et défendre l'existence de la cinémathèque française, curieusement, c'est un acte politique. »
« Une nouvelle ère commence, marquée par l'engagement politique, la fragmentation des publics et des genres, aussi bien que la domination sans partage de la télévision : ce sont désormais des cinéphilies - plurielles, minoritaires et protestataires - qui entretiendront l'amour du cinéma au-delà du choc de l'affaire Langlois puis de Mai 68. Pour certains, la cinéphilie classique reste certes un refuge, mais elle sera vécue sur le mode de la nostalgie, ou de la mélancolie - "la mort du cinéma" ».

#### Le souvenir
La nouvelle image de la cinéphilie est loin de satisfaire les anciens cinéphiles qui, à partir des années 1980, rappellent publiquement l'existence de cette culture en passe d'être oubliée. En 1978, Louis Skorecki initie ce mouvement de légitimation avec son article Contre la nouvelle cinéphilie paru dans les Cahiers du cinéma. Le suivent Serge Daney du côté de la critique et Wenders, Godard, Garell du côté des cinéastes. Mais c'est véritablement la somme d'Antoine de Baecque (La cinéphilie : invention d'un regard, histoire d'une culture) qui définit et construit cet objet à l'importance historique incontestable. Si le cinéma a été l'art du XXe siècle, la cinéphilie en a été son regard.

### Une culture

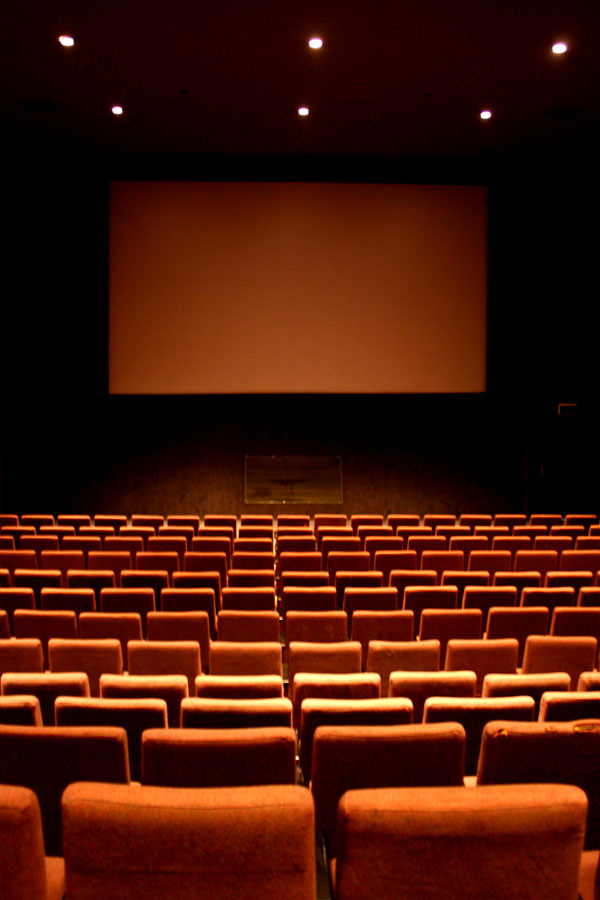
Les premiers rangs : condition nécessaire pour ne plus voir le cadre.

La cinéphilie fut une culture car elle possède ses propres codes distinctifs, son propre discours,,. Être cinéphile, c'était être à la fois spectateur et critique. En ce sens la cinéphilie fut une pratique de vie, seul ou en bande, entendue comme façon de réfléchir l'art et le monde.
Le cinéphile est indissociable de la « salle obscure », unique lieu permettant à cette époque la vision d'un film, que ce soit dans une salle de cinéma ou dans un ciné-club (les cinéphiles se montrent peu enthousiaste aux rediffusions d'une télévision naissante). Dans les salles de cinéma, les cinéphiles se placent rituellement aux trois premiers rangs pour ne plus voir le cadre et d'être entièrement absorbés par le film, sans recul possible,. Car le nécessaire travail de réflexion ne doit pas entraver le premier regard. On peut en cela considérer trois aspects majeurs de la cinéphilie : d’abord l’enchantement du spectateur (le ravissement, la perte de soi, la fascination); ensuite l’enregistrement (le contact du réel, le travail percé par la présence du réel, que ne retrouve aucune forme de montage); enfin la projection (il n’y a pas de cinéphilie hors salle).
La critique passe par la parole, durant les débats des ciné-clubs par exemple, mais surtout par l'écriture. Souvent écrites par et pour des cinéphiles, les revues furent un important facteur de réunion de la cinéphilie. Ces périodiques permirent aussi aux critiques-cinéphiles d'être reconnus par la critique française du moment. Parmi les plus célèbres de ces revues, notons Les Lettres françaises et L'Écran français qui se font l'apôtre du cinéma auprès d'un public de plus en plus vaste, un rêve de « cinéphilie populaire », notamment par les ciné-clubs au sein des réseaux étudiants, catholiques ou du syndicalisme ouvrier ; Positif, revue de cinéphilie exigeante et militante et les Cahiers du cinéma, chef de file de la « cinéphilie savante » (appelée aussi « cinéphilie lettrée »), revue qui invente la notion d'auteur. La cinéphilie post moderne est caractérisée par des magazines spécialisés dans le cinéma de genre, tels Écrans d'Asie, L’Écran fantastique, Mad Movies.

#### Cinéphilie et politique
La recherche intellectuelle et artistique des cinéphiles n'empêche pas la politique de se mêler aux idées. La guerre froide, notamment, entraîne des prises de position qui peuvent se refléter dans les critiques. L'exemple le plus connu est Georges Sadoul, célèbre critique de cinéma et communiste, qui se montre un fervent anti-hollywoodien et encense parfois Staline lors de certaines critiques :

« Disons tout de suite ce que le cinéma soviétique doit à Staline. Dans cette autre partie du monde, les films ont cessé d'être des marchandises, ils sont nationaux dans leur forme et socialistes dans leur contenu. Ils sont devenus des moyens exceptionnels d'action idéologique et, réalisés par des "ingénieurs des âmes", ils sont un levier remarquable pour créer un homme d'un type nouveau. D'où la valeur exceptionnelle du cinéma soviétique aujourd'hui plus encore qu'hier, dans l'art et dans l'histoire. »

#### Cinéphilie et religion
Beaucoup moins présente et conflictuelle que la politique, la religion s'est parfois immiscée au sein de la cinéphilie. On notera essentiellement ici André Bazin, grand critique de cinéma et fervent catholique, mais aussi Henri Agel, qui tente de marier théologie et théorie du cinéma, ainsi que les nombreux ecclésiastiques passionnés de cinéma, animant parfois des ciné-clubs, comme le père Yves Renaud, l'abbé Gritti, l'abbé Ayfre ou le père Jean Diard. Ce dernier fondera et animera en 1950 le ciné-club du théologat jésuite de Chantilly, point central de cette cinéphilie catholique :

« Nous essayons de faire quelque chose d'un peu sérieux en ce domaine, notamment d'amener nos pères à se refaire un regard en la matière, en critiquant suffisamment les idées toutes faites et souvent étroites à l'égard du cinéma »

— père Jean Diard, lettre à François Truffaut

### Contribution de la cinéphilie

#### La reconnaissance des réalisateurs

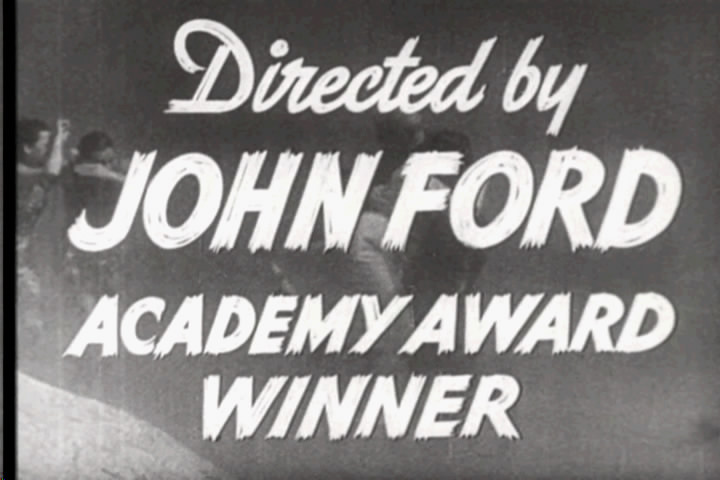
Le cinéma américain, enfant gâté de la cinéphilie

À cette époque où le « metteur en scène n’avait que bien peu de droits et beaucoup de devoirs », était souvent considéré comme l'ouvrier parmi tant d'autre d'un film (en particulier les réalisateurs Hollywoodiens), les cinéphiles conviennent que plus encore que les acteurs ou les producteurs, le résultat d'un film, sa réussite, dépend de ce personnage-clé. Dans tout le paysage cinématographique, seul ce dernier peut imaginer et créer une œuvre, donc donner au cinéma son caractère artistique.

Ce désir de réévaluer à leur juste mesure les réalisateurs « maudits » mena parfois à des extrêmes ou des confusions. Skorecki dira ainsi : 

« Il y eut des erreurs et des injustices ; il y en a toujours quand on joue sur l’avenir : quand on mise sur des cinéastes qu’on sort de l’ombre pour en faire des champions, les enchères montent vite. Ainsi avait-on tort de préférer la rigueur mathématique et hautaine de Keaton — comique froid, glacé — à l’irréductible mélange de méchanceté et de tendresse de Chaplin ; tort, aussi, de ne retenir du cinéma japonais que Mizoguchi — certes un immense cinéaste —, alors que Kurosawa, ne serait-ce que pour avoir fait ce qui est peut-être le plus beau film du monde — Dodeskaden —, est certainement à réévaluer ; c’était imbécile de mépriser Buñuel ou Wyler au profit de faux auteurs types comme Preminger ou Minelli. »

##### L'affaire Hitchcock

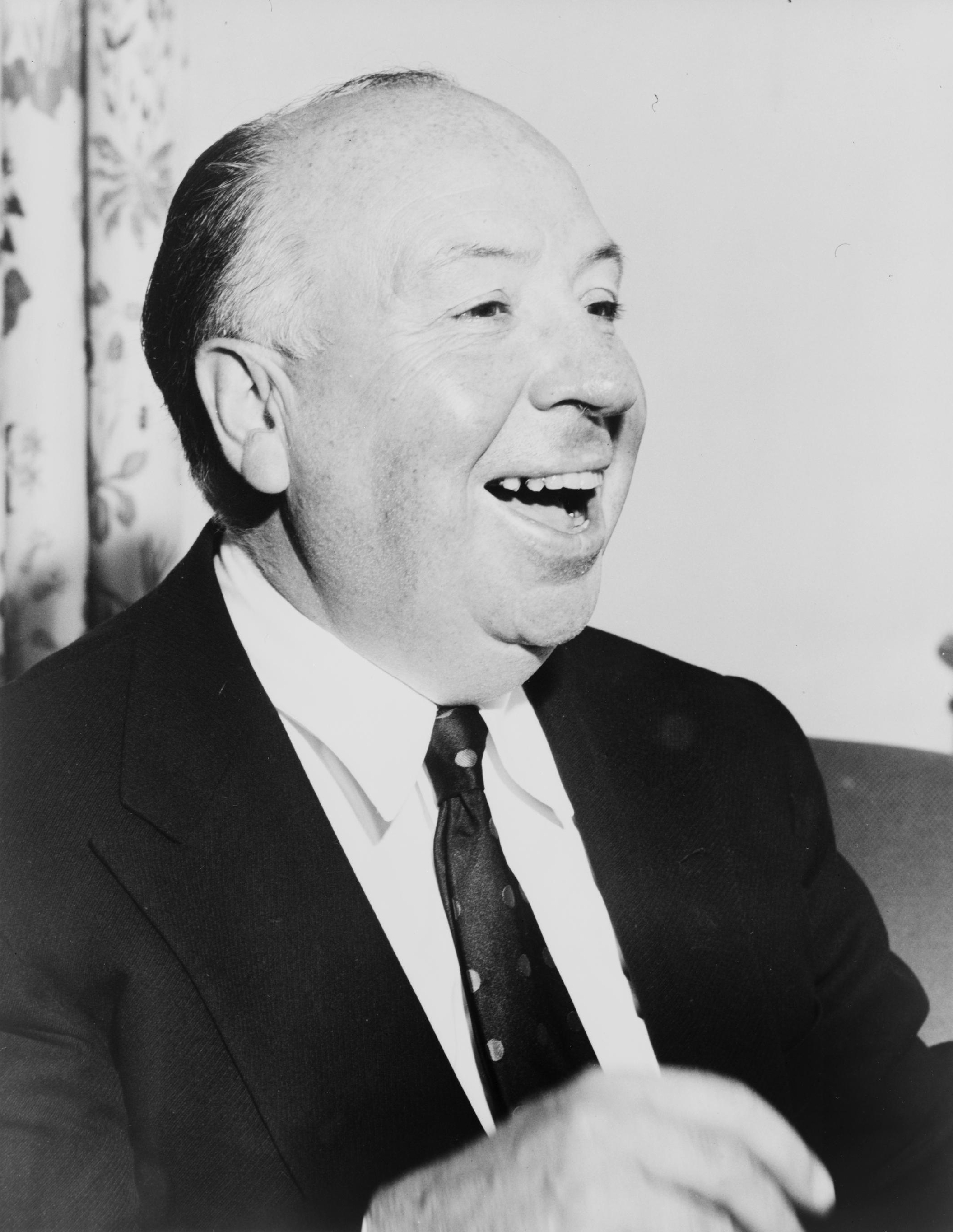
Alfred Hitchcock, icône des « jeunes turcs ».

Aujourd'hui considéré comme un cinéaste majeur, Hitchcock resta longtemps pour les critiques un « bon faiseur », un « parfait technicien olivoudien » peut-être « maître du suspense » mais non un vrai auteur. Hitchock divisa aussi les cinéphiles, André Bazin par exemple n'étant pas convaincu. Il fallut attendre l'affirmation de la seconde génération de cinéphiles, celle des « jeunes turcs », pour que l'entreprise de reconnaissance puisse avoir lieu.
Dans les années 1950, les Cahiers du cinéma prirent position et défendirent opiniâtrement le cinéaste, l'établissant comme l'exemple du génie incompris et de l'auteur écrivant son œuvre dans les marges du système. Vers 1960, la plupart des cinéphiles et des critiques avaient revu leur jugement mais la reconnaissance demeurait incomplète : en France, les rédacteurs de Positif restaient sceptiques et dénonçaient ce génie qui pour eux n'était qu'une invention des cahiers; aux États-Unis et surtout à New York de nombreux critiques partageaient cette opinion.
C'est pourquoi François Truffaut, ardent défenseur d'Hitchcock et étonné des réserves émises à l'égard de ce réalisateur, décida d'écrire un livre destiné à lever toute ambiguïté et consacrer mondialement le cinéaste. Fruit d'un entretien de 500 questions avec le maître, préparé minutieusement durant quatre années, le Hitchbook sortira enfin en 1966 et réussit son pari, devenant en même temps l'ouvrage de cinéma le plus célèbre du monde.

#### LaNouvelle Vague
Désireux d'un cinéma en dehors des limites imposées par la qualité française, les « jeunes turcs » se lancent peu avant 1960 dans la réalisation. Ce cinéma rêvé se concrétisera par les films-phares Les Quatre Cents Coups (1959) et À bout de souffle (1960).

#### Le cinéma comme art
Les cinéphiles revendiquèrent la qualité artistique du cinéma à une époque où celle-ci ne faisait pas l'unanimité. Leur engagement fut déterminant. En 1959, Godard dira, au nom des cinéphiles :

« Nous avons gagné en faisant admettre le principe qu'un film de Hitchcock, par exemple, est aussi important qu'un livre d'Aragon. Les auteurs de films, grâce à nous, sont entrés définitivement dans l'histoire de l'art. »

— Jean-Luc Godard

#### La Shoah
La cinéphilie lutta contre la censure des états mis face à leurs responsabilités dans l'immédiat après-guerre et le début de la guerre froide. Bien avant l'instauration des devoirs de mémoire, les cinéphiles découvrirent et transmirent les rares œuvres cinématographiques existant sur la Shoah, parfois au sein même de l'éducation nationale.

« Être cinéphile, c'était simplement ingurgiter, parallèlement à celui du lycée, un autre programme scolaire, calqué sur le premier, avec les Cahiers jaunes comme fil rouge et quelques passeurs "adultes" qui, avec la discrétion des conspirateurs, nous signifiaient qu'il y avait bien là un monde à découvrir et peut-être rien moins que le monde à habiter. Henri Agel — professeur de lettres au lycée Voltaire — fut un de ces passeurs singuliers. Pour s'éviter autant qu'à nous la corvée des cours de latin, il mettait aux voix le choix suivant : ou passer une heure sur un texte de Tite-Live ou voir des films. La classe, qui votait pour le cinéma, sortait régulièrement pensive et piégée du vétuste ciné-club. Par sadisme et sans doute parce qu'il en possédait les copies, Agel projetait des petits films propres à sérieusement déniaiser les adolescents. C'était Le Sang des bêtes de Franju et surtout, Nuit et brouillard de Resnais. C'était donc par le cinéma que je sus que la condition humaine et la boucherie industrielle n'étaient pas incompatibles et que le pire venait juste d'avoir lieu. »

— Serge Daney

## Une nouvelle image
Si des années 1940 à 1968 la cinéphilie peut être considérée comme un mouvement de par ses caractéristiques communes, depuis le terme est usité pour désigner des expressions ou des organisations d'une passion du cinéma plus diverses et contrastées, donc moins solidaires. Poursuivant une recherche intellectuelle et artistique ou se tournant vers la collection ou l'encyclopédisme, la cinéphilie est devenue une culture internationale malléable, adaptable autour de la définition première « la cinéphilie est l'amour du cinéma ». Cette nouvelle image, distincte du mouvement cinéphile français, permet de reconnaître les amoureux du cinéma de tout temps et de tout pays.

### Lieu d'expression
| Pays       | 1950 | 1955 | 1965 | 1975 | 1985 | 1995 | 2000 | 2005 |
| ---------- | ---- | ---- | ---- | ---- | ---- | ---- | ---- | ---- |
| Allemagne  | 10,2 | 15,1 | 5,1  | 2,3  | 1,8  | 1,5  | 1,9  | 1,54 |
| Angleterre | 29   | 26   | 6,7  | 2,1  | 1,3  | 2,0  | 2,4  | 2,73 |
| États-Unis | 20,5 | 14,2 | 6,6  | 4,6  | 5,1  | 4,8  | 5,2  | 4,7  |
| France     | 8,9  | 9,1  | 5,3  | 3,5  | 3,2  | 2,3  | 2,9  | 2,98 |
| Italie     | 14,2 | 16,7 | 12,5 | 8,9  | 2,2  | 1,6  | 1,6  | 1,86 |
| Japon      | 13,9 | 13,6 | 3,9  | 1,7  | 1,2  | 1,0  | 1,1  | 0,9  |

#### Festival de cinéma
Un festival de cinéma est un festival de films. Cet événement consiste en la projection d'un ensemble de courts ou longs métrages dans un lieu donné et pour une durée limitée dans le temps. Ces projections sont généralement ouvertes au public mais il arrive qu'elles soient réservées aux critiques, journalistes ou professionnels.
Le festival de cinéma est la première rencontre entre une œuvre, ses créateurs et son public, si celui-ci se déroule avant la sortie nationale du film. Parfois, ce sera la seule, si la rencontre échoue. C'est donc un moment clef de la vie d'un film. Ce moment d'exposition peut être violent. Pour le réalisateur et le producteur, la réaction du public — même averti — à la présentation du film peut être source d'une profonde remise en question ou d'une consécration nationale, et quelquefois internationale, comme le Lion d'or à la Mostra de Venise, l'Ours d'or à la Berlinale ou la Palme d'or au Festival de Cannes.
Le rôle des festivals de cinéma est double. Ils permettent à la fois de dénicher des « pépites » et sont aussi des machines à faire connaître, à promouvoir les films sélectionnés. L'exemple du Festival de Cannes est frappant : les films en compétition et hors compétition seront distribués en France et seront vus par des producteurs, distributeurs et critiques venus du monde entier. De même, lors des quinze jours du festival, se déroule le Marché du film qui permet aux artistes manquant de moyens de trouver un distributeur. Un festival de cinéma permet donc de présenter une œuvre au monde entier.
Ainsi, le long de la filière cinématographique, les festivals de cinéma se situent en aval de la production de films (moment de la création) et en amont de l'exploitation (moment de la projection en salle). Plus précisément, les festivals internationaux les plus importants se situent immédiatement en aval de la production. Les festivals d'influence nationale ou régionale prennent place un peu avant la distribution en salle.
La plupart des festivals suivent une régularité annuelle ou biennale. Outre des questions d'organisation pratique, ce rythme permet de conserver un caractère exceptionnel à l'événement.
Voici un graphique présentant le nombre de festivals en Europe en 1996 :

#### Internet
Technologie assez récente, Internet joue pourtant un grand rôle dans la cinéphilie d'aujourd'hui. Outil communautaire, il permet aux cinéphiles de se retrouver sur des sites web ou des forums à leur image. Internet est devenu un lieu important pour les critiques professionnelles proposées par les médias traditionnels. C'est aussi un espace d'expression important pour de très nombreux webzines et blogs cinéphiles, sur lesquels on trouve une multitude d'informations (critiques, explications de film, news, photos…)[réf. nécessaire].